# گرتا فون نسن
گرتا فون نسن (به انگلیسی: Greta von Nessen)؛ (زادۀ ۶ دسامبر ۱۸۹۸ میلادی – درگذشتۀ ۱۹۷۵ میلادی) طراح صنعتی بود. همسر والتر فون نسن، بنیانگذاران استودیو نسن، اکنون شرکت نسن لَمپز، پس از مرگ او تجارت همسرش را ادامه داد و طرح‌های خود را توسعه داد. او بیشتر به‌خاطر چراغ آلومینیومی و فولاد میناکاری شدهٔ چراغ «هر جا» (۱۹۵۱ میلادی) مشهور است. اگرچه، «هیچ چیز شبیه آن وجود نداشت… در عین حال، مطلقاً هیچ چیز جدیدی دربارهٔ آن وجود نداشت؛ تمام قطعات لامپ از اوایل دههٔ ۱۹۲۰ میلادی در دسترس بودند.» طرح‌های او در موزهٔ هنر مدرن و بر روی یک تمبر پستی ایالات متحدهٔ آمریکا به نمایش درآمده است.